# Бэр, Владимир Иосифович
Влади́мир Ио́сифович Бэр (12 (24) ноября 1853, Ельня Смоленской губернии — 14 (27) мая 1905) — русский морской офицер, капитан 1-го ранга.

## Биография
- 16 сентября 1870 — Принят воспитанником в Морское училище.
- 31 марта 1871 — Принят на действительную службу.
- 31 марта 1874 — Гардемарин.
- 12 апреля 1874 — Причислен к 1-му флотскому экипажу.
- 30 август 1875 — Мичман.
- 30 января 1876 — И. д. ревизора на мониторе «Латник».
- 9 апреля 1876 — Переведен в Сибирскую флотилию.
- 1 августа 1876 — Прибыл в Шанхай.
- 4 августа 1876 — Назначен на канонерскую лодку «Соболь».
- 20 декабря 1877 — 11 января 1878 — Командир 3-й роты Сибирского флотского экипажа.
- 3 марта 1878 — Назначен на шхуну «Восток».
- 29 сентября 1878 — Утвержден ревизором шхуны «Восток».
- 4 июля 1879 — Ревизор клипера «Абрек».
- 1 января 1880 — Лейтенант.
- 21 октября 1880 — Списан по болезни в Сибирский флотский экипаж.
- 11 апреля 1881 — Переведен на Балтику.
- 30 сентября 1881 — Прибыл к новому месту службы.
- 20 октября 1882 — Ревизор корвета «Боярин» с переводом в 7-й флотский экипаж.
- 30 мая 1884 — Назначен в заграничное плавание на клипере «Джигит» с переводом в 5-й флотский экипаж.
- 24 июня 1885 — 6 июля 1887 — Ревизор клипера «Джигит».
- 13 января — 29 марта 1888 — Слушатель краткого курса Минных офицерских классов.
- 26 марта 1890 — Старший офицер монитора «Лава».
- 1 октября 1891 — Старший офицер броненосной лодки «Чародейка» с переводом в 10-й флотский экипаж.
- 1 января 1892 — Старший офицер клипера «Крейсер».
- 9 декабря 1894 — Предан военно-морскому суду Кронштадтского порта, приговорен к двухнедельному содержанию на гауптвахте за проступки, предусмотренные 185-й статьёй военно-морского уложения о наказаниях (нанесение нижним чинам ударов или побоев).
- 18 февраля 1895 — Освобожден от наказания приказом управляющего Морским министерством.
- 20 февраля 1895 — Командир портового судна «Могучий».
- 5 февраля 1896 — 11 декабря 1897 — Командир минного крейсера «Лейтенант Ильин».
- 13 августа 1896 — 10 мая 1897 — Штатный слушатель курса военно-морских наук Николаевской морской академии с прикомандированием к ней.
- 6 декабря 1897 — 22 марта 1899 — Командир канонерской лодки «Храбрый» с переводом во 2-й флотский экипаж.
- 22 марта 1899 — Командир строящегося крейсера «Варяг».
- 18 апреля 1899 — Капитан 1-го ранга.
- 1899 — Наблюдающий за постройкой в г. Филадельфия (США) эскадренного броненосца «Ретвизан» и крейсера «Варяг».
- 1 января 1900 — Причислен к 13-му флотскому экипажу.
- 29 января 1901 — Вывел крейсер в первое плавание.
- 2 июля 1901 — Председатель комиссии для испытания действия приборов управления артиллерийским огнём, изготовленных электротехническим заводом Гейслера и Ко, установленных на крейсере «Варяг».
- 1 марта 1903 — Сдал командование крейсером «Варяг».
- 14 июля 1903 — В двухмесячном отпуске по болезни.
- 6 декабря 1903 — 26 января 1904 — Командир 17-го флотского экипажа.
- 26 января — 17 мая 1904 — Командир 5-го флотского Его Императорского Высочества Генерал-Адмирала Алексея Александровича экипажа.
- 17 мая 1904 — Командир эскадренного броненосца «Ослябя».

Несмотря на предложение остаться в Кронштадте и принять производство в чин контр-адмирала, остался на броненосце, вошедшем в состав Второй тихоокеанской эскадры. По смерти 11 мая 1905 года контр-адмирала Дмитрия Густавовича фон Фелькерзама принял командование 2-м броненосным отрядом 2-й тихоокеанской эскадры. Участвовал в Цусимском сражении и погиб вместе с броненосцем, отказавшись покинуть мостик.

## Отличия
- Монаршее благоволение «…во время летнего пребывания их Величеств в Петергофе» (18.10.1882)
- Орден Святого Станислава III степени (1.01.1884)
- Орден Святой Анны III степени (1.01.1889)
- Орден Святого Станислава II степени (1894)
- Серебряная медаль «В память царствования императора Александра III» (21.03.1896)
- Орден Святой Анны II степени (6.12.1896)
- Серебряная медаль «В память коронации Императора Николая II» (31.10.1897)
- Высочайшее благоволение за блестящее состояние крейсера по смотру в Кронштадте (21.05.1901)
- Орден Святого Владимира IV степени с бантом за 20 морских кампаний (1901)
- Орден Святого Владимира III степени (06.12.1904)
- Французский орден Почётного легиона офицерского креста (1901)
- Прусский орден Красного орла 2-й степени (1901)
- Датский орден Данеброг командорского креста со звездой (1901)
- Китайский орден Двойного Дракона 2-й степени 3-го разряда (1902)
- Французский знак Officier de Instruction publique (1903)